# Bjerager Kirke
Bjerager Kirke, Bjerager Sogn, Hads Herred i det tidligere Aarhus Amt.

## Eksterne kilder og henvisninger
- Bjerager Kirke hos KortTilKirken.dk
- Bjerager Kirke hos danmarkskirker.natmus.dk (Danmarks Kirker, Nationalmuseet)
- Danske Aner Bjerager Sogn → Kirken

- Wikimedia Commons har flere filer relateret til Bjerager Kirke